# PEC in het seizoen 1922/23
Het seizoen 1922/1923 was het 13e jaar in het bestaan van de Zwolse voetbalclub PEC. De club kwam uit in de Tweede Klasse Oost A.

## Wedstrijdstatistieken

### Tweede Klasse A
| Vitesse II                                                 |                                                                                             |                                        |                                      |
|                                                            | PEC                                                                                         | 4 – 0 (2 – 0)                          | Vitesse II                           |
| 8 oktober 1922 Plaats: Zwolle Het Bleekien                 | Eef Admiraal (pen) Marinus Liebregt                                                         |                                        |                                      |
|                                                            | Vitesse II                                                                                  | 2 – 3 (2 – 2)                          | PEC                                  |
| 24 december 1922 Plaats: Arnhem Monnikenhuize              | Herberts                                                                                    |                                        | (e.d.)                               |
| D.O.T.O.                                                   |                                                                                             |                                        |                                      |
|                                                            | PEC                                                                                         | 1 – 0 (1 – 0)                          | D.O.T.O.                             |
| 22 oktober 1922 Plaats: Zwolle Het Bleekien                | Marinus Libregt                                                                             |                                        |                                      |
|                                                            | D.O.T.O.                                                                                    | 1 – 0 (0 – 0)                          | PEC                                  |
| 14 januari 1923 Plaats: Deventer Sportpark D.O.T.O.        |                                                                                             |                                        |                                      |
| K.H.C.                                                     |                                                                                             |                                        |                                      |
|                                                            | PEC                                                                                         | 2 – 1 (2 – 1)                          | VV KHC                               |
| 18 maart 1923 Plaats: Zwolle Het Bleekien                  | Eef Admiraal (pen Cees Marselis                                                             |                                        |                                      |
|                                                            | VV KHC                                                                                      | 1 – 1 (1 – 1)                          | PEC                                  |
| 10 december 1922 Plaats: Kampen Sportpark aan de Plas      | Nieuwenhuis                                                                                 |                                        |                                      |
| Zwolsche Boys                                              |                                                                                             |                                        |                                      |
|                                                            | PEC                                                                                         | 1 – 0 (0 – 0)                          | Zwolsche Boys                        |
| 11 maart 1923 Plaats: Zwolle Het Bleekien                  | Cees Marselis                                                                               | Zwolse derby                           |                                      |
|                                                            | Zwolsche Boys                                                                               | 1 – 0 (0 – 0)                          | PEC                                  |
| 25 februari 1923 Plaats: Zwolle Sportpark Veerallee        |                                                                                             | Zwolse derby                           |                                      |
| W.V.C.                                                     |                                                                                             |                                        |                                      |
|                                                            | PEC                                                                                         | 2 – 1 (1 – 1)                          | WVC                                  |
| 28 januari 1923 Plaats: Zwolle Het Bleekien                |                                                                                             |                                        |                                      |
|                                                            | WVC                                                                                         | 2 – 2 (0 – 1)                          | PEC                                  |
| 5 november 1922 Plaats: Winterswijk Sportpark De Morgenzon |                                                                                             |                                        |                                      |
| Rigtersbleek                                               |                                                                                             |                                        |                                      |
|                                                            | PEC                                                                                         | 1 – 0 (1 – 0)                          | vv Rigtersbleek                      |
| 29 oktober 1922 Plaats: Zwolle Het Bleekien                | Kaaks 15'                                                                                   |                                        |                                      |
|                                                            | vv Rigtersbleek                                                                             | 1 – 2 (0 – 0)                          | PEC                                  |
| 4 maart 1923 Plaats: Enschede Sportpark Rigtersbleek       | Bouwhuis (pen) 60'                                                                          |                                        | 67' (pen) Eef Admiraal Cees Marselis |
| G.F.C.                                                     |                                                                                             |                                        |                                      |
|                                                            | PEC                                                                                         | 6 – 2 (2 – 1)                          | GFC                                  |
| 15 april 1923 Plaats: Zwolle Het Bleekien                  | Marinus Liebregt Cees Marselis Henny Thijssen Marinus Liebregt Henny Thijssen Cees Marselis |                                        | Goor                                 |
|                                                            | GFC                                                                                         | 0 – 2 (0 – 0)                          | PEC                                  |
| 19 november 1922 Plaats: Goor Sportpark Herikerberg        |                                                                                             |                                        | 65' (pen) 80'                        |
| P.W.                                                       |                                                                                             |                                        |                                      |
|                                                            | PEC                                                                                         | 3 – 1 (0 – 0)                          | P.W.                                 |
| 22 april 1923 Plaats: Zwolle Het Bleekien                  | Wim Kaaks Marinus Liebregt (e.d.)                                                           | * P.W. niet meegenomen in de eindstand |                                      |
|                                                            | P.W.                                                                                        | 1 – 2 (1 – 1)                          | PEC                                  |
| 1 oktober 1922 Plaats: Enschede Sportpark PW               | Krabbenbosch                                                                                | * P.W. niet meegenomen in de eindstand |                                      |
| Enschede II                                                |                                                                                             |                                        |                                      |
|                                                            | PEC                                                                                         | 3 – 2 (1 – 1)                          | Enschede II                          |
| 12 november 1922 Plaats: Zwolle Het Bleekien               | (pen) Jo Louwen 65' Cees Marselis                                                           |                                        | 35' Berend Mulder (e.d.) de Roo      |
|                                                            | Enschede II                                                                                 | 3 – 1 (1 – 1)                          | PEC                                  |
| 4 februari 1923 Plaats: Enschede Sportpark Enschede        | Elkink 40' Gerrit Nagels 75' Elkink                                                         |                                        |                                      |
| A.V.C. Heracles II                                         |                                                                                             |                                        |                                      |
|                                                            | PEC                                                                                         | 3 – 1 (1 – 0)                          | A.V.C. Heracles II                   |
| 22 mei 1923 Plaats: Zwolle Het Bleekien                    | Koos Veterman Jaap van Buren                                                                |                                        |                                      |
|                                                            | A.V.C. Heracles II                                                                          | 1 – 0 (1 – 0)                          | PEC                                  |
| 8 april 1923 Plaats: Almelo Bornsestraat                   | Janmaat                                                                                     |                                        |                                      |
| HVV Tubantia                                               |                                                                                             |                                        |                                      |
|                                                            | PEC                                                                                         | 4 – 2 (3 – 0)                          | HVV Tubantia                         |
| 25 maart 1923 Plaats: Zwolle Het Bleekien                  | Marinus Liebregt Cees Marselis Jaap van Buren Cees Marselis                                 |                                        | Nijhof (pen) Tempel                  |
|                                                            | HVV Tubantia                                                                                | 4 – 1 (2 – 0)                          | PEC                                  |
| 15 oktober 1922 Plaats: Hengelo Sportpark De Bijenkorf     | Nijhuis Nijhof 60' Tempel (pen)                                                             |                                        |                                      |

## Statistieken PEC 1922/1923

### Eindstand PEC in de Nederlandse Tweede Klasse 1922 / 1923
| Stand | Gespeeld | Gewonnen | Gelijk | Verloren | Punten | Doelpunten voor | Doelpunten tegen |
| ----- | -------- | -------- | ------ | -------- | ------ | --------------- | ---------------- |
| 3e    | 20       | 13       | 2      | 5        | 28     | 39              | 25               |

### Punten per tegenstander
|       | Vitesse II | D.O.T.O | K.H.C. | Zwolsche Boys | W.V.C. | Rigtersbleek | G.F.C. | P.W.           | Enschede II | A.V.C. Heracles II | Tubantia |
| ----- | ---------- | ------- | ------ | ------------- | ------ | ------------ | ------ | -------------- | ----------- | ------------------ | -------- |
| Thuis | 2          | 2       | 2      | 2             | 2      | 2            | 2      | 2*             | 2           | 2                  | 2        |
| Uit   | 2          | 0       | 1      | 0             | 1      | 2            | 2      | Niet opgenomen | 0           | 0                  | 0        |

### Doelpunten per tegenstander
|       | Vitesse II | D.O.T.O | K.H.C. | Zwolsche Boys | W.V.C. | Rigtersbleek | G.F.C. | P.W.           | A.V.C. Heracles II | Enschede II | Tubantia | Totaal |
| ----- | ---------- | ------- | ------ | ------------- | ------ | ------------ | ------ | -------------- | ------------------ | ----------- | -------- | ------ |
| Thuis | 4          | 1       | 2      | 1             | 2      | 1            | 6      | 3*             | 3                  | 3           | 4        | 27     |
| Uit   | 3          | 0       | 1      | 0             | 2      | 2            | 2      | Niet opgenomen | 0                  | 1           | 1        | 12     |
|       |            |         |        |               |        |              |        |                |                    |             |          | 39     |